# Alkali Lake
Alkali Lake est une municipalité située dans la province de la Colombie-Britannique, dans la région du Cariboo.

## Personnalités
- William Belleau

## Dans la fiction
Alkali Lake apparaît dans l'univers Marvel comme le site du centre de recherche fictif Weapon X qui sert soit de site d'origine, soit de lieu d'arc d'histoire majeur pour de nombreux personnages de l'univers Marvel Comics. Au cinéma, le lieu apparaît dans X-Men 2, X-Men Origins: Wolverine et X-Men: Apocalypse, installé dans un gigantesque barrage.
L'installation Weapon X est surtout connue comme le site où Wolverine a reçu sa greffe d'adamantium, et où Dents-de-sabre et Deadpool ont débloqué leurs capacités mutantes latentes grâce à des expérimentations approfondies. Divers autres personnages ont également des arcs d'histoire qui les placent dans les couloirs de l'établissement.